# Руа
Ругила или Руа (Rugila, Rua, Ruga, Ruhas, Rona, на гръцки: ΄Ρούγας, ΄Ροϋνας, ΄Ρωίλας) e от ок. 425 до 434/435 г. владетел на хуните. Той е син на Улдин и брат на Октар и Мундзук. Той е чичо на Бледа и Атила.
Руа дели първо властта с брат си Октар, след неговата смърт през 430 г. управлява сам голямата част от хуните на Балканите. Римският пълководец Аеций бяга при него през 432 г. и се опитва с негова помощ да получи главното командване в Западната Римска империя, за което отстъпва на хуните Панония. По неговото време на управление има многократни дипломатически връзки с Източната и Западната империи.
Руа иска да образува голямо хунско царство, с което изнудва Източната империя. Възможно е неговите племенници да са го убили.
Последват го Атила и Бледа, синовете на брат му Мундзук.